# Squiffiec
Squiffiec (bretonisch: Skiñvieg) ist eine französische Gemeinde mit 752 Einwohnern (Stand: 1. Januar 2022) im Département Côtes-d’Armor in der Region Bretagne. Sie gehört zum Arrondissement Guingamp und zum Kanton Bégard. Die Einwohner werden Squiffiécois und Squiffiécoises genannt.

## Geographie
Squiffiec liegt etwa acht Kilometer nördlich von Guingamp und 30 Kilometer südöstlich von Lannion am Trieux, der die östliche Gemeindegrenze bildet. Umgeben wird Squiffiec von den Nachbargemeinden Plouëc-du-Trieux im Norden, Saint-Clet im Nordosten, Pommerit-le-Vicomte im Osten und Südosten, Trégonneau im Süden, Kermoroc’h im Südwesten sowie Landebaëron im Westen und Südwesten.

## Bevölkerungsentwicklung
| Jahr                      | 1962 | 1968 | 1975 | 1982 | 1990 | 1999 | 2006 | 2011 | 2020 |
| Einwohner                 | 621  | 581  | 527  | 629  | 560  | 587  | 711  | 798  | 762  |
| Quelle: Cassini und INSEE |      |      |      |      |      |      |      |      |      |

## Sehenswürdigkeiten
- Menhire von Kerdudalou
- Dolmen in Kergadic
- Urgeschichtliche Allée couverte, genannt „Lit de Saint-Jean“ (deutsch Bett des heiligen Johannes) in Keramanac'h
- Kirche Saint-Pierre-et-Saint-Paul mit Ursprüngen aus dem 15. Jahrhundert, 1901 geweiht
- Kapelle von Kermaria Lan aus dem 14./15. Jahrhundert, als Monument historique seit 1927 eingeschrieben
- Herrenhaus von Kertanguy aus dem 18. Jahrhundert
- Mehrere Wassermühlen in Kermanac'h, Kerbellec und Kernavanez

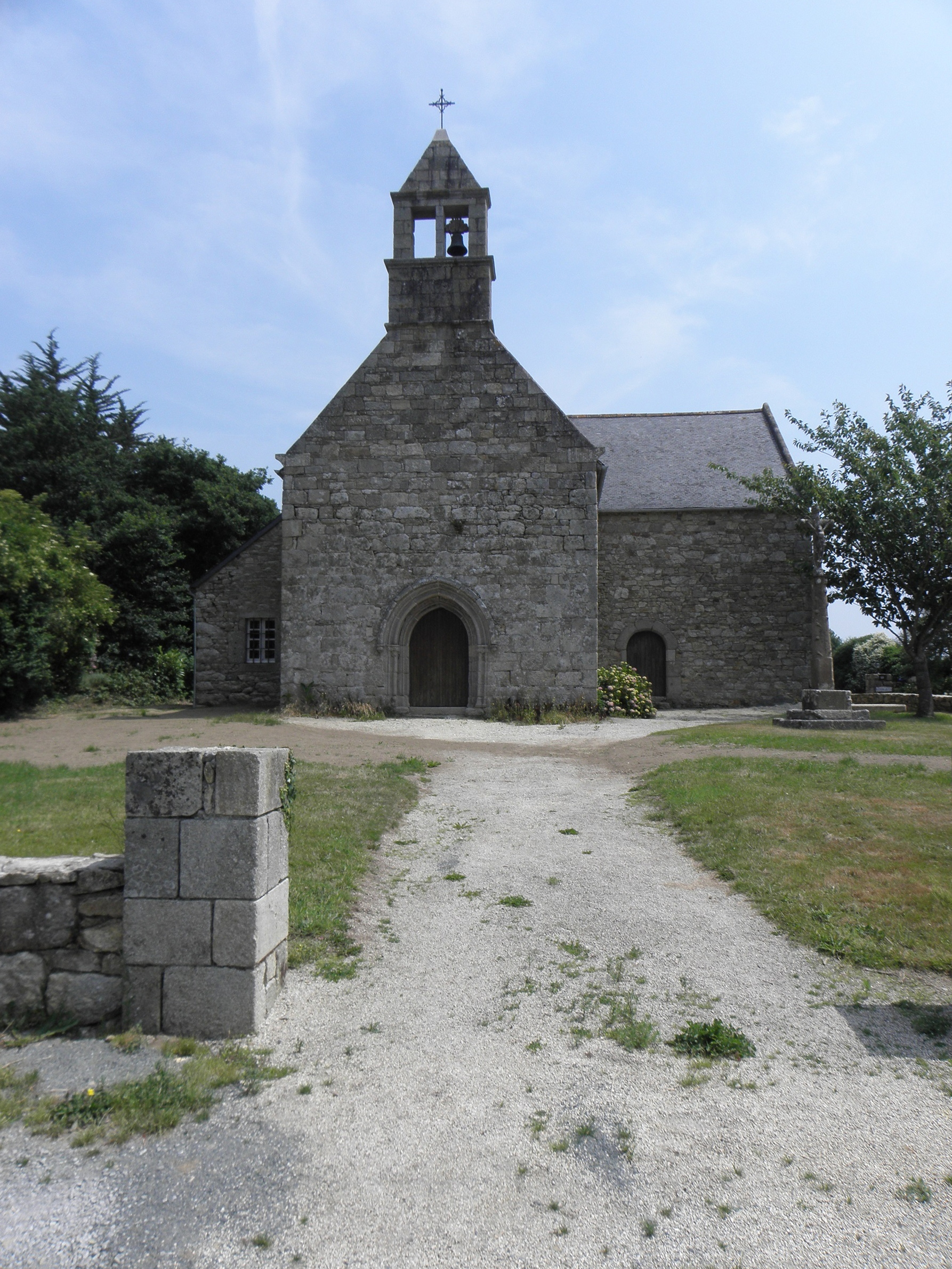
Kapelle von Kermaria

## Gemeindepartnerschaften
Mit der französischen Gemeinde Altillac im Département Corrèze besteht seit 1993 eine Partnerschaft.